# أوبن أيه آي أو 1
أوبن أيه آي أو 1 هو نموذج محول مولد مسبق التدريب مُضمن في تطبيق شات جي بي تي أصدرت شركة أوبن أيه آي نُسخته الأولية في ١٢ سبتمبر (أيلول) ٢٠٢٤، ويوفّر هذا النموذج أداءًا أفضل في مهام التفكير المُعقَّدة والعلوم والبرمجة من المحول المولد مسبق التدريب 4 أومني، نظرًا لكونه يستغرق وقتًا أطول في التفكير قبل الإجابة. طُرحت النُسخة الكاملة من أوبن أيه آي أو 1 لمُستخدمي شات جي بي تي في ٥ ديسمبر (كانون الأول) ٢٠٢٤.

## التاريخ
أعلنت شركة أوبن أيه آي في 12 سبتمبر (أيلول) 2024 عن إتاحة الإصدار الأولي من نموذج محولها التوليدي مسبق التدريب الذي أطلقت عليه اسم «أوبن أيه آي أو 1» للمُستخدمين المُشتركين في النُسخة المدفوعة من شات جي بي تي. كانت وكالة رويترز قد كشفت في يوليو (تموز) 2024 أن شركة أوبن أيه آي تُطور مُحوّلًا مُولّدًا مُدرّبًا مسبقًا أطلقت عليه اسم «ستروبري»، وهو النموذج الذي عُرف في البداية، وفقًا لمعلومات مُسربة من داخل الشركة، بالاسم الرمزي «كيو»، وهو الاسم الذي تحول بعد ذلك إلى «ستروبري»، ثُم طُرح الإصدار الأولي منه في النهاية تحت اسم «أوبن أيه آي أو 1». أتاحت أوبن أيه آي النُسخة الكاملة من أوبن أيه آي أو 1 لعموم المُستخدمين في 5 ديسمبر (كانون الأول) 2024 بالتزامن مع طرحها للنُسخة المدفوعة من شات جي بي تي شات جي بي تي برو، والتي أتاحت من خلالها الوصول إلى إصدار احترافي من أوبن أيه آي أو 1 يستخدم قدرات حوسبة أكبر لتقديم إجابات أفضل. وفي نفس اليوم، بدأ فريق من شركة غيت هاب يختبر مدى إمكانية دمج أوبن أيه آي أو 1 في روبوت الذكاء الاصطناعي غيت هاب كوبايلوت. وفي يناير (كانون الثاني) 2025 أعلنت شركة مايكروسوفت عن دمج أوبن أيه آي أو 1 في مُساعدها الافتراضي مايكروسوفت كوبايلوت.
كانت تكلفة تطوير واجهة برمجة تطبيقات أوبن أيه آي أو 1 أعلى بعدة مرات من تكلفة تطوير واجهة برمجة تطبيقات المحول المولد مسبق التدريب 4 أومني الذي طرحته أوبن أيه آي في العام السابق. وبدءًا من يناير (كانون الثاني) 2025، أصبح استخدام واجهة برمجة التطبيقات لنموذج أوبن أيه آي أو 1 الكامل يقتصر فقط على المطورين في المستوى الخامس من الاستخدام. أشارت أوبن أيه آي إلى أن أوبن أيه آي أو 1 هو الأول من سلسلة نماذج الاستدلال الخاصة بها. وفي ديسمبر (كانون الأول) 2024، أعلنت أوبن أيه آي عن إطلاق إصدارها التالي من المحول المولد مسبق التدريب، والذي أطلقت عليه اسم أوبن أيه آي أو 3، وشاركت معايير الأداء الخاصة به. تجنبت أوبن أيه آي في تسمية نموذجها التالي استخدام الاسم «أوبن أيه آي أو 2» لتفادي تعارض اسم المنتج مع اسم العلامة التجارية أو 2 الخاصة بشركة الاتّصالات. وفي مارس (آذار) 2025، أصدرت أوبن أيه آي واجهة برمجة تطبيقات أوبن أيه آي أو 1 برو، والتي تُعدّ أغلى نموذج ذكاء اصطناعي أصدرته الشركة حتى الآن.

## نقاط القوة
استخدمت شركة أوبن أيه آي في تدريب نموذجها أوبن أيه آي أو 1 خوارزمية تحسين جديدة مع مجموعة بيانات مصممة خصيصًا لها، كما استخدمت في تدريب أوبن أيه آي أو 1 منهجيات التعلم بالتعزيزي. وبعد الانتهاء من تطوير النموذج، وصفت الشركة أوبن أيه آي أو 1 بأنه مُكمّل للمحول المولد مسبق التدريب 4 أومني، وليس بديلا عنه. يستغرق أوبن أيه آي أو 1 وقتًا إضافيًا في عملية التفكير وفي توليد سلسلة من الأفكار قبل توليد إجابة، مما يجعله أفضل أداءًا لمهام التفكير المعقدة، ولاسيما في مجالات العلوم والرياضيات، فقد خضع نموذج أوبن أيه آي أو 1، مقارنةً بالنماذج السابقة، للتدريب المكثف على توليد سلاسل طويلة من الأفكار قبل إصدار الإجابة النهائية. وبحسب تصريحات مهندسية الحاسوب ميرا موراتي، فإن هذه القدرة على التفكير قبل الاستجابة مثلت نموذجًا جديدًا إضافيًا، يُحسّن مخرجات النموذج من خلال زيادة قوة الحوسبة عند توليد الإجابة، بينما يُحسّن نموذج توسيع النموذج المخرجات من خلال زيادة حجم النموذج، وبيانات التدريب، وقوة الحوسبة. تشير نتائج اختبارات OpenAI إلى وجود علاقة بين الدقة ولوغاريتم مقدار الحوسبة المُستغرقة في التفكير قبل الإجابة.
لاحظت شركة أوبن أيه آي أن قدرات أوبن أيه آي أو 1 على التفكير المنطقي تجعله أفضل في الالتزام بقواعد السلامة الواردة في نافذة سياق الموجه، كما وجدت الشركة أنه خلال أحد الاختبارات، استطاع الإصدار الأولي من أوبن أيه آي أو 1 استغلال خطأً في التكوين لكي يتمكن من إنجاز مهمةً كان من المفترض أن تكون غير قابلة للتنفيذ بسبب حدوث خلل معين.

## التقييم
سمحت شركة أوبن أيه آي لمعاهد سلامة الذكاء الاصطناعي في كل من المملكة المتحدة والولايات المتحدة الأمريكية بالوصول المبكر لنموذج أوبن أيه آي أو 1 لإجراء البحوث والتقييم والاختبار. وجاء أداء الإصدار الأولي من أوبن أيه آي أو 1 مقاربًا لمستوى الدكتوراه عند تقييمه من خلال اختبارات معيارية تتعلق بالفيزياء والكيمياء والأحياء. وعندما خضع لاختبار الرياضيات الأمريكي، تمكن أوبن أيه آي أو 1 من حل 83% (12.5/15) من المسائل، بينما تمكن المحول المولد مسبق التدريب 4 أومني من حل 13% (1.8/15) من المسائل فقط. كما احتل أوبن أيه آي أو 1 المرتبة 89 في مسابقات كود فورسيز للبرمجة. جاء أداء الإصدار المُصغر من أوبن أيه آي أو 1 أسرع وأرخص بنسبة 80% من الإصدار الأولي من أوبن أيه آي أو 1. وهو مناسب بشكل خاص لمهام البرمجة والتخصصات المتعلقة بالعلوم والتقانة والهندسة والرياضيات، ولكنه لا يتمتع بنفس المعرفة العالمية الواسعة التي يتمتع بها إصدار أوبن أيه آي أو 1 الأولي.
وبحسب تقييمات الشركة، فقد صنفت كلٌ أوبن أيه آي من الإصدار الأولي من أوبن أيه آي أو 1 والإصدار المصغر منه ضمن الفئة "متوسطة الخطورة" في مجال الأسلحة البيولوجية والكيميائية والإشعاعية والنووية. وصرح الباحث الأمريكي في مجال التعلم الآلي دان هندريكس أن النموذج قد تفوق بالفعل على علماء الدكتوراه في معظم الأحيان في الإجابة على الأسئلة المتعلقة بالأسلحة البيولوجية، وأشار إلى أن هذه القدرات المثيرة للقلق ستستمر في التزايد.

## نقاط الضعف وقيود الاستخدام
يتطلب أوبن أيه آي أو 1 عادةً وقتًا وطاقة حوسبة أكبر من نماذج جي بي تي الأخرى التي قدمتها أوبن أيه آي من قبل، نظرًا لأنه يُولّد سلاسل طويلة من الأفكار قبل إصدار الاستجابة النهائية. كما يُمكن لأوبن أيه آي أو 1 أن يُزيّف المحاذاة، أي يُولّد استجابةً تتعارض مع الدقة وسلسلة أفكاره، في حوالي 0.38% من الحالات.
منعت أوبن أيه آي المستخدمين من محاولة الكشف عن سلسلة أفكار أوبن أيه آي أو 1، والتي تُخفيها الشركة عن قصد، ولم تُدرّب على الامتثال لسياسات الشركة. صرحت الشركة أيضًا أن المطالبات تخضع للمراقبة، وقد يفقد المستخدمون الذين ينتهكون سياسات الاستخدام الخاصة بها عمدًا أو عن غير قصد، إمكانية وصولهم إلى أوبن أيه آي أو 1. تُشير أوبن أيه آي إلى سلامة الذكاء الاصطناعي والميزة التنافسية كأسباب لهذه القيود التي تفرضها على المُستخدمين، والتي وصفها المطورون الذين يتعاملون مع النماذج اللغوية الكبيرة بأنها تفتقر إلى الشفافية.
في أكتوبر (تشرين الأول) 2024، قدّم باحثون في شركة أبل نسخة أولية تُفيد بأن النماذج اللغوية الكبيرة، مثل أوبن أيه آي أو 1، قد تُكرر خطوات التفكير من بيانات تدريب النماذج نفسها. وبتغيير الأرقام والأسماء المستخدمة في مسألة رياضية، أو ببساطة إعادة تشغيل المسألة نفسها، كان أداء النموذج اللغوي الكبير أسوأ بقليل من أفضل نتائجها المعيارية. وقد أدت إضافة معلومات غير ذات صلة، وإن كانت غير منطقية، إلى المسائل إلى انخفاض كبير في الأداء بمقدار -17.5% في الإصدار الأولي من أوبن أيه آي أو 1 وبمقدار -29.1% في الإصدار المصغر من أوبن أيه آي أو 1، وبمقدار -65.7% لأسوأ نموذج خضع للاختبار.